# Краснов Микола Федорович (професор)
Микола Федорович Краснов (22 серпня 1922, місто Шахти, тепер Ростовської області, Російська Федерація — 27 грудня 1990, місто Москва, тепер Російська Федерація) — радянський діяч, заступник голови Ради міністрів РРФСР, голова Державного комітету Ради міністрів РРФСР з координації науково-дослідних робіт. Доктор технічних наук (1961), професор. Депутат Верховної ради РРФСР 6-го скликання. 

## Життєпис
У 1946 році закінчив Московське вище технічне училище імені Баумана.
Потім працював на науковій та викладацькій роботі в Московському вищому технічному училищі імені Баумана.
Член ВКП(б).
У 1959—1962 роках — 1-й заступник міністра вищої та середньої спеціальної освіти Російської РФСР.
8 червня 1962 — 20 лютого 1963 року — голова Державного комітету Ради міністрів РРФСР із координації науково-дослідних робіт — заступник голови Ради міністрів Російської РФСР.
З 1963 року — заступник завідувача ідеологічного відділу ЦК КПРС.
У 1963—1987 роках — завідувач кафедри аеродинаміка Московського вищого технічного училища імені Баумана. Член Національного комітету СРСР з теоретичної та прикладної механіки.
Одночасно в 1965—1985 роках — 1-й заступник міністра вищої та середньої спеціальної освіти СРСР.
Потім — персональний пенсіонер у Москві.
Помер 27 грудня 1990 року в Москві. Похований на Кунцевському цвинтарі Москви.

## Нагороди
- орден Жовтневої Революції (1976)
- чотири ордени Трудового Червоного Прапора (1954, 1961, 1971, 1982)
- орден «Знак Пошани» (1967)
- медаль «За доблесну працю. В ознаменування 100-річчя з дня народження Володимира Ілліча Леніна» (1970)
- медаль «За трудову доблесть» (1961)
- Державна премія СРСР (1982) — за підручник «Аеродинаміка» (1980, 3-е видання)
- Заслужений діяч науки і техніки РРФСР